# 15053 Bochníček
15053 Bochníček è un asteroide della fascia principale. Scoperto nel 1998, presenta un'orbita caratterizzata da un semiasse maggiore pari a 2,2269463 UA e da un'eccentricità di 0,0424137, inclinata di 3,16635° rispetto all'eclittica.